# Aria
Aria — п'ятий студійний альбом англійської групи Asia, який був випущений у травні 1994 року.

## Композиції
Усі треки написані Джеффом Даунсом і Джоном Пейном, окрім Desire та Aria, які написані Пейном, Енді Наєм та Даунсом.
1. Anytime — 4:57
2. Are You Big Enough? — 4:07
3. Desire — 5:20
4. Summer — 4:06
5. Sad Situation — 3:59
6. Don't Cut the Wire — 5:20
7. Feels Like Love — 4:49
8. Remembrance Day — 4:18
9. Enough's Enough — 4:37
10. Military Man — 4:10
11. Aria — 2:27
12. Reality — 4:24

## Склад
- Джефф Даунс[en] — клавішні
- Ел Пітреллі — гітара
- Майк Стургіс[en] — ударні, перкусія
- Джон Пейн[en] — вокал, бас-гітара